# Condado de Baxter
El condado de Baxter (en inglés: Baxter County) es un condado del estado estadounidense de Arkansas. Se ubica al norte del estado, en la frontera con Misuri. La sede de condado es Mountain Home. Es conocido por ser un destino turístico y para personas pensionadas. Fue el 66° de los condados actuales de Arkansas, siendo fundado el 24 de marzo de 1873 y nombrado en honor a Elisha Baxter, el décimo gobernador de Arkansas. 
En el censo de 2000 tenía una población de 38 386 habitantes. Sin embargo, para julio de 2007, la población fue de 41 307. El Área Micropolitana Estadística de Mountain Home incluye todo el condado de Baxter.

## Geografía
Según la Oficina del Censo, el condado tiene un área total de 1520 km² (587 sq mi), de la cual 1.436 km² (554 sq mi) es tierra y 84 km² (32 sq mi) (5,52%) es agua.

### Autopistas importantes

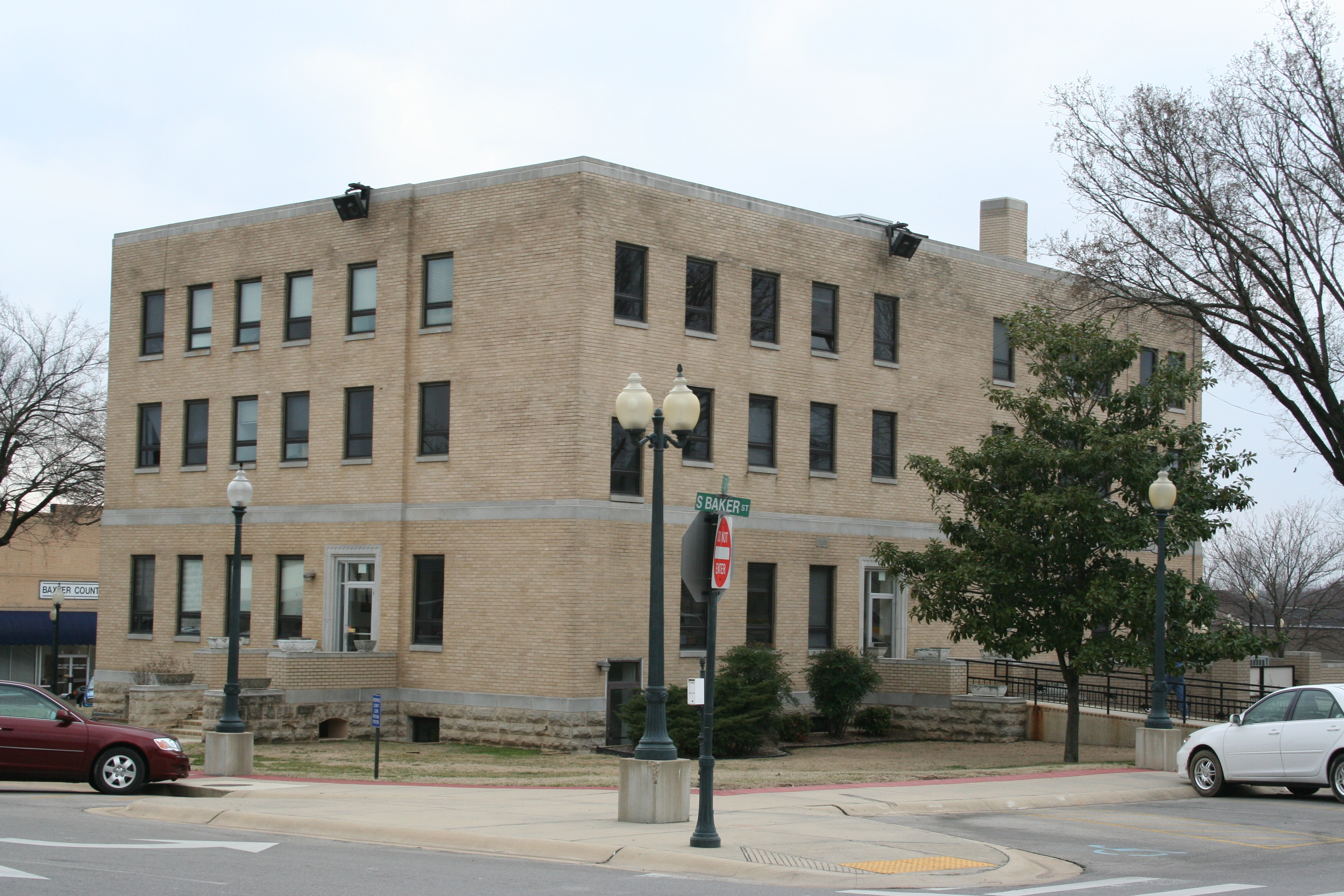
Juzgado del condado de Baxter en Mountain Home.

- U.S. Route 62/U.S. Route 412
- Ruta Estatal de Arkansas 5
- Ruta Estatal de Arkansas 14

### Condados adyacentes
- Condado de Ozark, Misuri (norte)
- Condado de Fulton (este)
- Condado de Izard (sureste)
- Condado de Stone (sur)
- Condado de Searcy (suroeste)
- Condado de Marion (oeste)

### Áreas nacionales protegidas
- Buffalo National River
- Ozark-St. Francis National Forest

## Demografía
En el  censo de 2000, hubo 38 386 personas, 17 052 hogares, y 11 799 familias residiendo en el condado. La densidad poblacional era de 27 personas por milla cuadrada (27/km²). En el 2000 había 19 891 unidades unifamiliares en una densidad de 69/km² (27/sq mi). La demografía del condado era de 97,81% blancos, 0,11% afroamericanos, 0,52% amerindios, 0,34% asiáticos, 0,02% isleños del Pacífico, 0,22% de otras razas y 0,97% de dos o más razas. 1,00% de la población era de origen hispano o latino de cualquier raza. 
La renta per cápita promedia para un hogar del condado era de $29 106, y el ingreso promedio para una familia era de $34. 578. En 2000 los hombres tenían un ingreso per cápita de $25 976 versus $18 923 para las mujeres. La renta per cápita para el condado era de $16.859 y el 7,90% de la población estaba bajo el umbral de pobreza nacional.

## Ciudades y pueblos
| - Big Flat - Briarcliff | - Cotter - Gassville | - Lakeview - Mountain Home | - Norfork - Salesville |

## Residentes y nativos notables
- Wes Bentley, actor de cine.
- Richard Antrim, contraalmirante naval durante la Segunda Guerra Mundial y receptor de la Medalla de Honor.
- Robbie Branscum, autor de libros infantiles.
- Richard A. Knaak, escritor.
- Carolyn D. Wright, poeta.